# Bostrychia carunculata
El ibis carunculado (Bostrychia carunculata) es una especie de ave pelecaniforme en la familia Threskiornithidae. Es un ave endémica del Macizo etíope y sólo se encuentra en Etiopía y Eritrea.

## Taxonomía
Se ha pensado que esta especie podría ser un eslabón entre los géneros Bostrychia y Geronticus debido a sus hábitos reproductivos. No se le reconocen subespecies.

## Descripción
Es un ibis grande que mide unos 65-75 cm de largo. Su plumaje es principalmente pardo oscuro con manchas blancas en las alas. La coloración es más oscura en las partes superiores del cuerpo que en las inferiores. Presenta una cresta de color pardo oscuro en el cuello y la parte superior de la cabeza. También presenta una macha longitudinal blanca que parece separar la cara del cuello. Una delgada carúncula cuelga desde la base de su ancho pico. Estas dos características y la ausencia de línea blanca en la mejilla, lo distinguen de su pariente Bostrychia hagedash. El pico, que puede medir hasta 12 cm, es de color rojizo oscuro junto con las patas y los pies. 

## Distribución y hábitat
Es endémica de las tierras altas de Etiopía y Eritrea. Habitan en zonas entre los 1500 a 4100 m s. n. m., aunque también se los ha observado en la costa de Eritrea. Prefiere las praderas montanas con frecuencia cerca de los cauces de ríos. A menudo se lo observa en zonas rocosas y acantilados (donde anida y se reproduce), aunque también se lo encuentra en campo abierto, páramos alpinos, pantanos, tierras cultivadas, parques en ciudades, zona de olivares (Olea africana) y bosques mixtos de enebros (Juniperus procera).

## Comportamiento
El ibis carunculado es una especie gregaria, que a menudo se congrega en grupos de 30 a 100 individuos, pero también se puede ver solo o en parejas. Cuando se alimenta camina despacio inspeccionando el suelo en busca de presas. A veces se le ve con rebaños de animales domésticos, rebuscando entre el estiércol en busca de escarabajos. Se posa solo o en parejas en los árboles, en grupos en los acantilados rocosos, a menudo en sitios de colonias reproductoras. Es predominantemente sedentario, y solo realiza movimientos locales y altitudinales.
No se conoce con exactitud su dieta pero es probable que consista, principalmente, en gusanos e insectos, así como ranas o pequeños mamíferos (crías de ratón). 
La reproducción está asociada generalmente a la estación de lluvias (entre marzo-mayo y en julio) aunque también puede reproducirse esporádicamente en la estación seca (diciembre). Para la reproducción este ibis forma colonias aunque también puede anidar en parejas o en grupos pequeños compuestos por varias parejas. Cuando lo hacen colonialmente los nidos se colocan en laderas rocosas orientadas al este para aprovechar más las horas de sol ya que en ciertas altitudes las temperaturas suelen ser bastante bajas. Por el contrario, cuando anidan en parejas o en pequeños grupos los nidos se suelen colocar en la copa de los árboles o en cornisas de los edificios. En ambos casos, el nido se construye con ramas, palos y materia vegetal. Pone dos o tres huevos con cáscara áspera que son de color blanco sucio. La hembra se encarga de la incubación y es el macho el que se encarga de proporcionarle comida y defender el nido. 

## Conservación
La amplitud de su rango y la abundancia de la especie dentro de él hace que la IUCN clasifique al ibis carunculado como de preocupación menor. Se desconoce la tendencia de crecimiento de la población y se estima que está compuesta entre 670 y 17000 individuos maduros. A pesar de ser común verlo en su área de distribución y que parece que la actividad humana lo moleste en demasía, este ave se enfrenta a varias amenazas: cambio climático, contaminación, invasión de actividades humanas, etc